# Rodeo de la Cruz
Pour les articles homonymes, voir Rodéo (homonymie).
Rodeo de la Cruz est une localité argentine située dans le département de Guaymallén, province de Mendoza.

## Histoire
Dans les archives de la Historia Eclesiástica de Cuyo (Histoire ecclésiastique de Cuyo), il est établi que déjà en 1750 il existait un lieu appelé Rodeo de la Cruz, dépendant de la paroisse de la ville de Mendoza, justifiant ainsi son ancienneté et l'activité d'élevage. En ces temps lointains, il était d'usage d'appeler les principaux ranchs « rodéo » et de leur donner le nom de leurs propriétaires. Depuis 1663, cette zone était la propriété de la famille De la Cruz, d'où l'origine du nom du quartier.
Lorsque le département de Guaymallén a été créé par décret le 14 mai 1858, le district de Rodeo de la Cruz a été délimité. À cette époque, il y avait peu d'habitations dans la région, qui était éminemment agricole. Le maïs, le blé et les autres céréales, ainsi que les légumineuses et les légumes, étaient les principales cultures. Il y avait des champs de pâturage où le bétail était repeuplé et hivernait après un long voyage.
En 1884, la construction de l'embranchement ferroviaire qui traverse le quartier a commencé, ce qui constitue un événement important pour la région. Les ingénieurs chargés des travaux ferroviaires ont construit quelques maisons le long du Carril Nacional, des bâtiments dans lesquels prédomine un style anglais marqué, qui contraste avec l'architecture coloniale des habitations des premiers colons. Peu après, avec l'arrivée des immigrants, l'architecture du quartier a offert plusieurs variantes, avec une prédominance du style italique.

## Sismologie
La sismicité de la région de Cuyo (centre-ouest de l'Argentine) est fréquente et de très forte intensité, avec un silence sismique de séismes moyens à graves tous les 20 ans.
- Séisme de 1861 : bien que de telles activités géologiques catastrophiques se soient produites depuis la préhistoire, le tremblement de terre du 20 mars 1861, qui a fait 12 000 morts, a marqué une étape importante dans l'histoire des événements sismiques en Argentine, car il s'agit du plus fort tremblement de terre enregistré et documenté dans le pays. Depuis lors, les gouvernements successifs de Mendoza et des municipalités ont fait preuve d'une extrême prudence et ont restreint les codes de construction[1]. Avec le séisme de San Juan du 15 janvier 1944, les gouvernements ont pris conscience de l'énorme gravité chronique des séismes dans la région.
- Séisme de 1920 : d'une intensité de 6,8 sur l'échelle de Richter, il a détruit une partie de ses bâtiments et ouvert de nombreuses fissures dans la région. On dénombre 250 décès dus à la destruction de maisons en adobe[2].
- Séisme de 1929 dans le sud de Mendoza : très grave, et parce qu'aucune mesure préventive n'avait été élaborée, alors que neuf années seulement s'étaient écoulées depuis le précédent, il a tué 30 habitants en raison de l'effondrement de maisons en adobe.
- Séisme de 1985 : un autre épisode grave[3], d'une durée de 9 secondes, qui a entraîné l'effondrement de l'ancien Hospital del Carmen à Godoy Cruz.